# Євдокимова Леся Анатоліївна
Леся Анатоліївна Махно (рос. Ле́ся Анато́льевна Махно́; нар. 4 вересня 1981 року) — російська волейболістка українського походження. Була членом національної збірної, яка виграла золоту медаль на чемпіонаті світу 2010 року.